# 2018–2019-es UEFA-bajnokok ligája
A 2018–2019-es UEFA-bajnokok ligája a legrangosabb európai nemzetközi labdarúgókupa, mely jelenlegi nevén 27., jogelődjeivel együttvéve 64. alkalommal került kiírásra. A döntőnek a madridi Wanda Metropolitano Stadion adott otthont. A győztes részt vett a 2019-es UEFA-szuperkupa döntőjében, ahol az ellenfele a 2018–2019-es Európa-liga győztese, a Chelsea volt, valamint a 2019-es FIFA-klubvilágbajnokságra is kijutott. A BL-t az angol Liverpool FC nyerte, története során 6. alkalommal.
Miután a döntő résztvevői a bajnokságban kiharcolták a következő évi szereplést a sorozatban, így a a 2018–2019-es osztrák Bundesliga bajnoka, a Red Bull Salzburg kapta meg az automatikus főtáblás indulási jogot a 2019–2020-as idényre.
Ez volt a sorozat első idénye amikor a kieséses szakasztól kezdve alkalmazták a videóbírót.
A Bajnokok Ligája elmúlt három kiírásának bajnoka, a spanyol Real Madrid a nyolcaddöntőben esett ki a holland AFC Ajax ellenében.

## A lebonyolítás változásai
2016. december 9-én az UEFA bejelentette, hogy 2018-tól változik az UEFA-bajnokok ligája lebonyolítása.
Az új szabályok szerint az Európa-liga címvédője biztosan a csoportkörben indulhat. A rangsor szerinti első négy ország negyedik helyezettjei is közvetlenül a csoportkörbe kerülnek. A csoportkörben így az eddigi 22 helyett 26 csapat kap helyet közvetlenül. A selejtezőből a bajnokcsapatok ágáról az eddig 5 helyett 4, a bajnoki helyezés alapján részt vevő csapatok ágáról az eddigi 5 helyett 2 csapat jut be a csoportkörbe. A selejtezőben vesztes valamennyi csapat átkerül az Európa-ligába, ahol a bajnokcsapatok külön ágon szerepelnek és a BL-ből kiesők közül 8 bajnok bejut az Európa-liga csoportkörébe. A csoportkör mérkőzéseit az eddig 20.45-ös kezdés helyett két idősávra bontják, a mérkőzések 19 és 21 órakor kezdődnek.

## A besorolás rendszere
A 2018–2019-es UEFA-bajnokok ligájában az Európai Labdarúgó-szövetség (UEFA) 54 tagországának 79 csapata vett részt (Liechtenstein nem rendezett bajnokságot). Az országonként indítható csapatok számát, illetve a csapatok selejtezőköri besorolását az UEFA ország-együtthatója alapján végezték.
A 2018–2019-es UEFA-bajnokok ligájában országonként indítható csapatok száma
- Az 1–4. helyen rangsorolt országok négy csapatot,
- az 5–6. helyen rangsorolt országok három csapatot,
- a 7–15. helyen rangsorolt országok két csapatot,
- a 16–55. helyen rangsorolt országok (kivéve Liechtenstein) egyaránt egy-egy csapatot indíthattak.
- A BL 2017–2018-as és az EL 2017–2018-as kiírásának győztesének a csoportkörben biztosítottak helyet, amelyek egyébként is indulási jogot szereztek, így ezeket a helyeket nem használták fel.

### Rangsor
A 2018–2019-es UEFA-bajnokok ligája kiosztott helyeihez a 2017-es ország-együtthatót vették alapul, amely az országok csapatainak teljesítményét vette figyelembe a 2012–13-as szezontól a 2016–17-esig.
Az együtthatótól függetlenül, a következő megjegyzéssel indulási jogot szerzők:
- BL – 2017–2018-as UEFA-bajnokok ligája győztese
- EL – 2017–2018-as Európa-liga győztese

| Hely. | Szövetség        | Koeff.  | Cs | Mj |
| ----- | ---------------- | ------- | -- | -- |
| 1.    | Spanyolország    | 104,998 | 4  |    |
| 2.    | Németország      | 79,498  | 4  |    |
| 3.    | Anglia           | 75,962  | 4  |    |
| 4.    | Olaszország      | 73,332  | 4  |    |
| 5.    | Franciaország    | 56,665  | 3  |    |
| 6.    | Oroszország      | 50,532  | 3  |    |
| 7.    | Portugália       | 49,332  | 2  |    |
| 8.    | Ukrajna          | 42,633  | 2  |    |
| 9.    | Belgium          | 42,400  | 2  |    |
| 10.   | Törökország      | 39,200  | 2  |    |
| 11.   | Csehország       | 33,175  | 2  |    |
| 12.   | Svájc            | 32,075  | 2  |    |
| 13.   | Hollandia        | 31,063  | 2  |    |
| 14.   | Görögország      | 27,900  | 2  |    |
| 15.   | Ausztria         | 25,350  | 2  |    |
| 16.   | Horvátország     | 25,250  | 1  |    |
| 17.   | Románia          | 24,350  | 1  |    |
| 18.   | Dánia            | 24,000  | 1  |    |
| 19.   | Fehéroroszország | 19,875  | 1  |    |

| Hely. | Szövetség     | Koeff. | Cs | Mj |
| ----- | ------------- | ------ | -- | -- |
| 20.   | Lengyelország | 19,750 | 1  |    |
| 21.   | Svédország    | 19,725 | 1  |    |
| 22.   | Izrael        | 19,375 | 1  |    |
| 23.   | Skócia        | 18,925 | 1  |    |
| 24.   | Ciprus        | 18,550 | 1  |    |
| 25.   | Norvégia      | 18,325 | 1  |    |
| 26.   | Azerbajdzsán  | 17,750 | 1  |    |
| 27.   | Bulgária      | 15,875 | 1  |    |
| 28.   | Szerbia       | 15,375 | 1  |    |
| 29.   | Kazahsztán    | 15,250 | 1  |    |
| 30.   | Szlovénia     | 13,125 | 1  |    |
| 31.   | Szlovákia     | 11,750 | 1  |    |
| 32.   | Liechtenstein | 11,000 | 0  |    |
| 33.   | Magyarország  | 9,500  | 1  |    |
| 34.   | Moldova       | 9,500  | 1  |    |
| 35.   | Izland        | 8,375  | 1  |    |
| 36.   | Finnország    | 7,650  | 1  |    |
| 37.   | Albánia       | 6,625  | 1  |    |

| Hely. | Szövetség           | Koeff. | Cs | Mj |
| ----- | ------------------- | ------ | -- | -- |
| 38.   | Írország            | 6,575  | 1  |    |
| 39.   | Bosznia-Hercegovina | 6,500  | 1  |    |
| 40.   | Grúzia              | 6,375  | 1  |    |
| 41.   | Lettország          | 6,125  | 1  |    |
| 42.   | Macedónia           | 5,625  | 1  |    |
| 43.   | Észtország          | 5,250  | 1  |    |
| 44.   | Montenegró          | 5,250  | 1  |    |
| 45.   | Örményország        | 5,125  | 1  |    |
| 46.   | Luxemburg           | 4,875  | 1  |    |
| 47.   | Észak-Írország      | 4,500  | 1  |    |
| 48.   | Litvánia            | 4,125  | 1  |    |
| 49.   | Málta               | 4,000  | 1  |    |
| 50.   | Wales               | 3,875  | 1  |    |
| 51.   | Feröer              | 3,500  | 1  |    |
| 52.   | Gibraltár           | 2,500  | 1  |    |
| 53.   | Andorra             | 1,165  | 1  |    |
| 54.   | San Marino          | 0,333  | 1  |    |
| 55.   | Koszovó             | 0,000  | 1  |    |

### Lebonyolítás
A torna lebonyolítása az alábbi volt.
A BL címvédője (Real Madrid) a bajnokságban elért helyezése alapján is részvételi jogot szerzett. Emiatt a következő változások voltak a lebonyolításban:
- A 11. helyen rangsorolt bajnokság győztese (Csehország) a rájátszásból a csoportkörbe került.
- A 13. helyen rangsorolt bajnokság győztese (Hollandia) a 3. selejtezőkörből a rájátszásba került.
- A 15. helyen rangsorolt bajnokság győztese (Ausztria) a 2. selejtezőkörből a 3. selejtezőkörbe került.
- A 18. és 19. helyen rangsorolt bajnokságok győztesei (Dánia, Fehéroroszország) az 1. selejtezőkörből a 2. selejtezőkörbe került.

Az EL címvédője (Atlético Madrid) a bajnokságban elért helyezése alapján is részvételi jogot szerzett. Emiatt a következő változások voltak a lebonyolításban:
- Az 5. helyen rangsorolt bajnokság harmadik helyezettje (Franciaország) a 3. selejtezőkörből a csoportkörbe került.
- A 10. és 11. helyen rangsorolt bajnokság második helyezettjei (Törökország, Csehország) a 2. selejtezőkörből a 3. selejtezőkörbe került.

|                                      |                                      | A szakaszban bekapcsolódó csapatok | Az előző forduló továbbjutói                                                      |
| ------------------------------------ | ------------------------------------ | --- | --------------------------------------------------------------------------------- |
| Előselejtező (4 csapat)              | Előselejtező (4 csapat)              | - 4 bajnok az 52–55. helyen rangsorolt bajnokságokból |                                                                                   |
| 1. selejtezőkör (32 csapat)          | 1. selejtezőkör (32 csapat)          | - 31 bajnok a 20–51. helyen rangsorolt bajnokságokból (kivéve Liechtenstein) | - 1 győztes az előselejtezőből                                                    |
| 2. selejtezőkör                      | Bajnoki ág (20 csapat)               | - 4 bajnok a 16–19. helyen rangsorolt bajnokságokból | - 16 győztes az 1. selejtezőkörből                                                |
| 2. selejtezőkör                      | Nem bajnoki ág (4 csapat)            | - 4 második a 12–15. helyen rangsorolt bajnokságokból |                                                                                   |
| 3. selejtezőkör                      | Bajnoki ág (12 csapat)               | - 2 bajnok a 14–15. helyen rangsorolt bajnokságokból | - 10 győztes a 2. selejtezőkörből                                                 |
| 3. selejtezőkör                      | Nem bajnoki ág (8 csapat)            | - 5 második a 7–11. helyen rangsorolt bajnokságokból - 1 harmadik a 6. helyen rangsorolt bajnokságból | - 2 győztes a 2. selejtezőkör nem bajnoki ágáról                                  |
| Rájátszás                            | Bajnoki ág (8 csapat)                | - 2 bajnok a 12–13. helyen rangsorolt bajnokságokból | - 6 győztes a 3. selejtezőkör bajnoki ágáról                                      |
| Rájátszás                            | Nem bajnoki ág (4 csapat)            | | - 4 győztes a 3. selejtezőkör nem bajnoki ágáról                                  |
| Csoportkör (32 csapat)               | Csoportkör (32 csapat)               | - 11 bajnok az 1–11. helyen rangsorolt bajnokságokból - 6 második az 1–6. helyen rangsorolt bajnokságokból - 5 harmadik az 1–5. helyen rangsorolt bajnokságokból - 4 negyedik az 1–4. helyen rangsorolt bajnokságokból | - 4 győztes a rájátszás bajnoki ágáról - 2 győztes a rájátszás nem bajnoki ágáról |
| Egyenes kieséses szakasz (16 csapat) | Egyenes kieséses szakasz (16 csapat) | | - 8 csoportgyőztes - 8 csoportmásodik                                             |

### Csapatok
A 2018–2019-es UEFA-bajnokok ligájában az alábbi csapatok vettek részt. Zárójelben a csapat bajnokságban elért helyezése olvasható.
- BL – A 2017–2018-as UEFA-bajnokok ligája győztese
- EL – A 2017–2018-as Európa-liga győztese

| Csoportkör                | Csoportkör              | Csoportkör               | Csoportkör              |                |
| ------------------------- | ----------------------- | ------------------------ | ----------------------- | -------------- |
| Real MadridBL (3.)        | Borussia Dortmund (4.)  | AS Roma (3.)             | FC Porto (1.)           |                |
| Atlético de MadridEL (2.) | Manchester City (1.)    | Internazionale (4.)      | Sahtar Doneck (1.)      |                |
| FC Barcelona (1.)         | Manchester United (2.)  | Paris Saint-Germain (1.) | Club Brugge (1.)        |                |
| Valencia CF (4.)          | Tottenham Hotspur (3.)  | AS Monaco (2.)           | Galatasaray (1.)        |                |
| Bayern München (1.)       | Liverpool (4.)          | Olympique Lyonnais (3.)  | Viktoria Plzeň (1.)     |                |
| Schalke 04 (2.)           | Juventus (1.)           | Lokomotyiv Moszkva (1.)  |                         |                |
| TSG 1899 Hoffenheim (3.)  | SSC Napoli (2.)         | CSZKA Moszkva (2.)       |                         |                |
| Rájátszás                 |                         |                          |                         |                |
| Bajnoki ág                | Nem bajnoki ág          | Nem bajnoki ág           | Nem bajnoki ág          | Nem bajnoki ág |
| Young Boys (1.)           | PSV Eindhoven (1.)      |                          |                         |                |
| 3. selejtezőkör           |                         |                          |                         |                |
| Bajnoki ág                | Nem bajnoki ág          | Nem bajnoki ág           | Nem bajnoki ág          | Nem bajnoki ág |
| AÉK (1.)                  | Red Bull Salzburg (1.)  | Szpartak Moszkva (3.)    | Standard de Liège (2.)  |                |
|                           |                         | Benfica (2.)             | Fenerbahçe SK (2.)      |                |
| Dinamo Kijiv (2.)         | Slavia Praha (2.)       |                          |                         |                |
| 2. selejtezőkör           |                         |                          |                         |                |
| Nem bajnoki ág            | Nem bajnoki ág          | Nem bajnoki ág           | Nem bajnoki ág          |                |
| CFR Cluj (1.)             | FC Midtjylland (1.)     | FC Basel (2.)            | PAÓK (2.)               |                |
| Dinamo Zagreb (1.)        | BATE Bariszav (1.)      | Ajax (2.)                | Sturm Graz (2.)         |                |
| 1. selejtezőkör           |                         |                          |                         |                |
| Legia Warszawa (1.)       | Crvena zvezda (1.)      | Kukësi (2.)ALB           | Alashkert (1.)          |                |
| Malmö FF (1.)             | Asztana FK (1.)         | Cork City (1.)           | F91 Dudelange (1.)      |                |
| Hapóél Beér-Seva (1.)     | Olimpija Ljubljana (1.) | Zrinjski Mostar (1.)     | Crusaders (1.)          |                |
| Celtic (1.)               | Spartak Trnava (1.)     | Torpedo Kutaiszi (1.)    | Sūduva Marijampolė (1.) |                |
| APÓEL (1.)                | MOL Vidi (1.)           | Spartaks Jūrmala (1.)    | Valletta FC (1.)        |                |
| Rosenborg (1.)            | Sheriff Tiraspol (1.)   | Skendija (1.)            | The New Saints (1.)     |                |
| Qarabağ (1.)              | Valur (1.)              | Flora Tallinn (1.)       | Víkingur Gøta (1.)      |                |
| Ludogorec Razgrad (1.)    | HJK (1.)                | Sutjeska Nikšić (1.)     |                         |                |
| Előselejtező              |                         |                          |                         |                |
| Lincoln Red Imps (1.)     | FC Santa Coloma (1.)    | La Fiorita (1.)          | Drita (1.)              |                |

Jegyzetek
- Albánia (ALB): 2018 márciusában a Skënderbeu Korçë csapatát az UEFA 10 évre kizárta a nemzetközi tornákról, mérkőzés-befolyásolás miatt.[15] A Skënderbeu Korçë a bajnokság győzteseként végzett, így a második helyezett Kukësi indult.

## Fordulók és időpontok
A mérkőzések időpontjai a következők (az összes sorsolást az UEFA székházában Nyonban, Svájcban tartják, az ettől eltérő külön jelölve):
| Szakasz                  | Forduló        | Sorsolás dátuma              | 1. mérkőzés                                          | 2. mérkőzés                                          |
| ------------------------ | -------------- | ---------------------------- | ---------------------------------------------------- | ---------------------------------------------------- |
| Selejtezők               | Előselejtező   | 2018. június 12.             | 2018. június 26. (elődöntők)                         | 2018. június 29. (döntő)                             |
| Selejtezők               | 1. forduló     | 2018. június 19.             | 2018. július 10–11.                                  | 2018. július 17–18.                                  |
| Selejtezők               | 2. forduló     | 2018. június 19.             | 2018. július 24–25.                                  | 2018. július 31–augusztus 1.                         |
| Selejtezők               | 3. forduló     | 2018. július 23.             | 2018. augusztus 7–8.                                 | 2018. augusztus 14.                                  |
| Selejtezők               | Rájátszás      | 2018. augusztus 6.           | 2018. augusztus 21–22.                               | 2018. augusztus 28–29.                               |
| Csoportkör               | 1. mérkőzésnap | 2018. augusztus 30. (Monaco) | 2018. szeptember 18–19.                              | 2018. szeptember 18–19.                              |
| Csoportkör               | 2. mérkőzésnap | 2018. augusztus 30. (Monaco) | 2018. október 2–3.                                   | 2018. október 2–3.                                   |
| Csoportkör               | 3. mérkőzésnap | 2018. augusztus 30. (Monaco) | 2018. október 23–24.                                 | 2018. október 23–24.                                 |
| Csoportkör               | 4. mérkőzésnap | 2018. augusztus 30. (Monaco) | 2018. november 6–7.                                  | 2018. november 6–7.                                  |
| Csoportkör               | 5. mérkőzésnap | 2018. augusztus 30. (Monaco) | 2018. november 27–28.                                | 2018. november 27–28.                                |
| Csoportkör               | 6. mérkőzésnap | 2018. augusztus 30. (Monaco) | 2018. december 11–12.                                | 2018. december 11–12.                                |
| Egyenes kieséses szakasz | Nyolcaddöntők  | 2018. december 17.           | 2019. február 12–13., 19–20.                         | 2019. március 5–6., 12–13.                           |
| Egyenes kieséses szakasz | Negyeddöntők   | 2019. március 15.            | 2019. április 9–10.                                  | 2019. április 16–17.                                 |
| Egyenes kieséses szakasz | Elődöntők      | 2019. március 15.            | 2019. április 30–május 1.                            | 2019. május 7–8.                                     |
| Egyenes kieséses szakasz | Döntő          | 2019. március 15.            | 2019. június 1., Wanda Metropolitano Stadion, Madrid | 2019. június 1., Wanda Metropolitano Stadion, Madrid |

## Pénzdíjazás
Az UEFA a résztvevők között következő pénzdíjakat osztja ki. Valamennyi összeg euróban értendő.
| Cél elérése               | Összeg     | Megjegyzés |
| ------------------------- | ---------- | --- |
| Előselejtező              | 230 000    | |
| 1. selejtezőkör           | 280 000    | |
| 2. selejtezőkör           | 380 000    | |
| 3. selejtezőkör           | 480 000    | Csak a bajnoki ágról kiesettek részére, mert a nem bajnoki ágról kiesők az Európa-liga csoportkörébe kerülnek. |
| Csoportkör alapdíja       | 15 250 000 | |
| Győzelem a csoportkörben  | 2 700 000  | |
| Döntetlen a csoportkörben | 900 000    | |
| Nyolcaddöntő              | 9 500 000  | |
| Negyeddöntő               | 10 500 000 | |
| Elődöntő                  | 12 000 000 | |
| A döntő vesztese          | 15 000 000 | |
| A döntő győztese          | 19 000 000 | |

## Előselejtező
Az előselejtezőben 4 csapat vett részt. A csapatok egymérkőzéses egyenes kieséses rendszerben játszottak (elődöntő és döntő). A döntő győztese az 1. selejtezőkörbe jutott. A 3 vesztes csapat az Európa-liga 2. selejtezőkörébe került.
| Kiemelt csapatok: - FC Santa Coloma (2,750) - Lincoln Red Imps (2,750) | Nem kiemelt csapatok: Nem kiemelt csapatok - La Fiorita (1,750) - Drita (0,000) |

Párosítások
A sorsolást 2018. június 12-én tartották. Az elődöntőket június 26-án, a döntőt 29-én játszották.
| 1. csapat        | Eredmény   | 2. csapat        |
| ---------------- | ---------- | ---------------- |
| Elődöntők        |            |                  |
| FC Santa Coloma  | 0–2 (h.u.) | Drita            |
| La Fiorita       | 0–2        | Lincoln Red Imps |
| Döntő            |            |                  |
| Lincoln Red Imps | 1–4 (h.u.) | Drita            |

## Selejtező

### 1. selejtezőkör
Az 1. selejtezőkörben 32 csapat vett részt. A csapatok oda-visszavágós rendszerben mérkőztek. A párosítások győztesei a 2. selejtezőkörbe jutottak. A vesztes csapatok az Európa-liga 2. selejtezőkörének bajnoki ágára kerültek.
- T: Az előselejtezőkörből továbbjutott csapat, a sorsoláskor nem volt ismert.

| Kiemelt csapatok: - Ludogorec Razgrad (37,000) - Celtic (31,000) - APÓEL (27,000) - Legia Warszawa (24,500) - Asztana FK (21,750) - Qarabağ (20,500) - Sheriff Tiraspol (14,750) - Malmö FF (14,000) - Crvena zvezda (10,750) - Hapóél Beér-Seva (10,000) - Rosenborg (9,000) - HJK (8,000) - The New Saints (5,000) - Kukësi (4,250) - MOL Vidi (4,250) - Zrinjski Mostar (3,750) | Nem kiemelt csapatok: - KF Shkëndija (3,500) - Spartak Trnava (3,500) - F91 Dudelange (3,350) - Valletta FC (3,250) - Víkingur Gøta (3,000) - Crusaders (3,000) - Olimpija Ljubljana (2,900) - Drita (2,750) (T) - Alashkert (2,500) - Sutjeska Nikšić (2,500) - Sūduva Marijampolė (2,000) - Cork City (1,750) - Spartaks Jūrmala (1,750) - Valur (1,650) - Flora Tallinn (1,250) - Torpedo Kutaiszi (1,000) |

Párosítások
Az 1. selejtezőkör sorsolását 2018. június 19-én tartották. Az első mérkőzéseket július 10-én és 11-én, a második mérkőzéseket július 17-én és 18-án játszották.
| 1. csapat          | Össz.Tooltip Aggregate score | 2. csapat        | 1. mérk. | 2. mérk. |
| ------------------ | ---------------------------- | ---------------- | -------- | -------- |
| Torpedo Kutaiszi   | 2–4                          | Sheriff Tiraspol | 2–1      | 0–3      |
| FK Skendija        | 5–4                          | The New Saints   | 5–0      | 0–4      |
| Sūduva Marijampolė | 3–2                          | APÓEL            | 3–1      | 0–1      |
| Olimpija Ljubljana | 0–1                          | Qarabağ          | 0–1      | 0–0      |
| F91 Dudelange      | 2–3                          | MOL Vidi         | 1–1      | 1–2      |
| Drita              | 0–5                          | Malmö FF         | 0–3      | 0–2      |
| Víkingur Gøta      | 2–5                          | HJK              | 1–2      | 1–3      |
| Ludogorec Razgrad  | 9–0                          | Crusaders        | 7–0      | 2–0      |
| Cork City          | 0–4                          | Legia Warszawa   | 0–1      | 0–3      |
| Valur              | 2–3                          | Rosenborg        | 1–0      | 1–3      |
| Kukësi             | 1–1 (i.g.)                   | Valletta FC      | 0–0      | 1–1      |
| Flora Tallinn      | 2–7                          | Hapóél Beér-Seva | 1–4      | 1–3      |
| Spartaks Jūrmala   | 0–2                          | Crvena zvezda    | 0–0      | 0–2      |
| Alashkert          | 0–6                          | Celtic           | 0–3      | 0–3      |
| Spartak Trnava     | 2–1                          | Zrinjski Mostar  | 1–0      | 1–1      |
| Asztana FK         | 3–0                          | Sutjeska Nikšić  | 1–0      | 2–0      |

1. ↑  A sorsoláshoz képest a pályaválasztói jogot felcserélték.

### 2. selejtezőkör
A 2. selejtezőkör két ágból állt. A bajnoki ágon 20 csapat, a nem bajnoki ágon 4 csapat vett részt. A csapatok oda-visszavágós rendszerben mérkőztek. A párosítások győztesei a 3. selejtezőkörbe jutottak. A bajnoki ág vesztes csapatai az Európa-liga bajnoki ágának 3. selejtezőkörébe kerültek. A nem bajnoki ág vesztes csapatai az Európa-liga nem bajnoki ágának 3. selejtezőkörébe kerültek.
- T: Az 1. selejtezőkörből továbbjutott csapat, a sorsoláskor nem volt ismert.
- A dőlt betűvel írt csapatok az 1. selejtezőkörben egy magasabb együtthatóval rendelkező csapat ellen győztek, és az ellenfél együtthatóját vették figyelembe.

Bajnoki ág
| Kiemelt csapatok: - Ludogorec Razgrad (37,000) (T) - Celtic (31,000) (T) - Sūduva Marijampolė (27,000) (T) - Legia Warszawa (24,500) (T) - Asztana FK (21,750) (T) - Qarabağ (20,500) (T) - BATE Bariszav (20,500) - Dinamo Zagreb (17,500) - Sheriff Tiraspol (14,750) (T) - Malmö FF (14,000) (T) | Nem kiemelt csapatok: - FC Midtjylland (11,500) - Crvena zvezda (10,750) (T) - Hapóél Beér-Seva (10,000) (T) - Rosenborg (9,000) (T) - HJK (8,000) (T) - KF Shkëndija (5,000) (T) - Kukësi (4,250) (T) - MOL Vidi (4,250) (T) - CFR Cluj (4,090) - Spartak Trnava (3,750) (T) |

Nem bajnoki ág
| Kiemelt csapatok: - FC Basel (71,000) - Ajax (53,500) | Nem kiemelt csapatok: - PAÓK (29,500) - Sturm Graz (6,570) |

Párosítások
A 2. selejtezőkör sorsolását 2018. június 19-én tartották. Az első mérkőzéseket július 24-én és 25-én, a második mérkőzéseket július 31-én és augusztus 1-jén játszották.
| 1. csapat         | Össz.Tooltip Aggregate score | 2. csapat          | 1. mérk. | 2. mérk. |
| ----------------- | ---------------------------- | ------------------ | -------- | -------- |
| Bajnoki ág        |                              |                    |          |          |
| Asztana FK        | 2–1                          | FC Midtjylland     | 2–1      | 0–0      |
| Ludogorec Razgrad | 0–1                          | MOL Vidi           | 0–0      | 0–1      |
| Kukësi            | 0–3                          | Qarabağ            | 0–0      | 0–3      |
| CFR Cluj          | 1–2                          | Malmö FF           | 0–1      | 1–1      |
| Dinamo Zagreb     | 7–2                          | Hapóél Beér-Seva   | 5–0      | 2–2      |
| Crvena zvezda     | 5–0                          | Sūduva Marijampolė | 3–0      | 2–0      |
| BATE Bariszav     | 2–1                          | HJK                | 0–0      | 2–1      |
| FK Skendija       | 1–0                          | Sheriff Tiraspol   | 1–0      | 0–0      |
| Legia Warszawa    | 1–2                          | Spartak Trnava     | 0–2      | 1–0      |
| Celtic            | 3–1                          | Rosenborg          | 3–1      | 0–0      |
| Nem bajnoki ág    |                              |                    |          |          |
| PAÓK              | 5–1                          | FC Basel           | 2–1      | 3–0      |
| Ajax              | 5–1                          | Sturm Graz         | 2–0      | 3–1      |

### 3. selejtezőkör
A 3. selejtezőkör két ágból állt. A bajnoki ágon 12 csapat, a nem bajnoki ágon 8 csapat vett részt. A csapatok oda-visszavágós rendszerben mérkőztek. A párosítások győztesei a rájátszásba jutottak. A bajnoki ág vesztes csapatai az Európa-liga rájátszásába, a nem bajnoki ág vesztes csapatai az Európa-liga csoportkörébe kerültek.
- T: A 2. selejtezőkörből továbbjutott csapat, a sorsoláskor nem volt ismert.
- A dőlt betűvel írt csapatok a 2. selejtezőkörben egy magasabb együtthatóval rendelkező csapat ellen győztek, és az ellenfél együtthatóját vették figyelembe.

Bajnoki ág
| Kiemelt csapatok: - Red Bull Salzburg (55,500) - MOL Vidi (37,000) (T) - Celtic (31,000) (T) - Spartak Trnava (24,500) (T) - Asztana FK (21,750) (T) - Qarabağ (20,500) (T) | Nem kiemelt csapatok: - BATE Bariszav (20,500) (T) - Dinamo Zagreb (17,500) - KF Shkëndija (14,750) (T) - Malmö FF (14,000) (T) - Crvena zvezda (10,750) (T) - AÉK (10,000) |

Nem bajnoki ág
| Kiemelt csapatok: - Benfica (80,000) - PAÓK (71,000) (T) - Dinamo Kijiv (62,000) - Ajax (53,500) (T) | Nem kiemelt csapatok: - Fenerbahçe SK (23,500) - Szpartak Moszkva (13,500) - Standard de Liège (12,500) - Slavia Praha (7,500) |

Párosítások
A 3. selejtezőkör sorsolását 2018. július 23-án tartották. Az első mérkőzéseket augusztus 7-én és 8-án, a második mérkőzéseket augusztus 14-én játszották.
| 1. csapat         | Össz.Tooltip Aggregate score | 2. csapat        | 1. mérk. | 2. mérk.   |
| ----------------- | ---------------------------- | ---------------- | -------- | ---------- |
| Bajnoki ág        |                              |                  |          |            |
| Celtic            | 2–3                          | AÉK              | 1–1      | 1–2        |
| Red Bull Salzburg | 4–0                          | FK Skendija      | 3–0      | 1–0        |
| Crvena zvezda     | 3–2                          | Spartak Trnava   | 1–1      | 2–1 (h.u.) |
| Qarabağ           | 1–2                          | BATE Bariszav    | 0–1      | 1–1        |
| Asztana FK        | 0–3                          | Dinamo Zagreb    | 0–2      | 0–1        |
| Malmö FF          | 1–1 (i.g.)                   | MOL Vidi         | 1–1      | 0–0        |
| Nem bajnoki ág    |                              |                  |          |            |
| Standard de Liège | 2–5                          | Ajax             | 2–2      | 0–3        |
| Benfica           | 2–1                          | Fenerbahçe SK    | 1–0      | 1–1        |
| Slavia Praha      | 1–3                          | Dinamo Kijiv     | 1–1      | 0–2        |
| PAÓK              | 3–2                          | Szpartak Moszkva | 3–2      | 0–0        |

## Rájátszás
A rájátszás két ágból állt. A bajnoki ágon 8 csapat, a nem bajnoki ágon 4 csapat vett részt. A csapatok oda-visszavágós rendszerben mérkőztek. A párosítások győztesei a csoportkörbe jutottak. A vesztes csapatok az Európa-liga csoportkörébe kerültek.
- T: A 3. selejtezőkörből továbbjutott csapat, a sorsoláskor nem volt ismert.
- A dőlt betűvel írt csapatok a 3. selejtezőkörben egy magasabb együtthatóval rendelkező csapat ellen győztek, és az ellenfél együtthatóját vették figyelembe.

Bajnoki ág
| Kiemelt csapatok: - Red Bull Salzburg (55,500) (T) - PSV Eindhoven (36,000) - AÉK (31,000) (T) - Dinamo Zagreb (21,750) (T) | Nem kiemelt csapatok: - BATE Bariszav (20,500) (T) - Young Boys (20,500) - MOL Vidi (14,000) (T) - Crvena zvezda (10,750) (T) |

Nem bajnoki ág
| Kiemelt csapatok: - Benfica (80,000) (T) - Dinamo Kijiv (62,000) (T) | Nem kiemelt csapatok: - Ajax (53,500) (T) - PAÓK (29,500) (T) |

Párosítások
A rájátszás sorsolását 2018. augusztus 6-án tartották. Az első mérkőzéseket augusztus 21-én és 22-én, a második mérkőzéseket augusztus 28-án és 29-én játszották.
| 1. csapat      | Össz.Tooltip Aggregate score | 2. csapat         | 1. mérk. | 2. mérk. |
| -------------- | ---------------------------- | ----------------- | -------- | -------- |
| Bajnoki ág     |                              |                   |          |          |
| Crvena zvezda  | 2–2 (i.g.)                   | Red Bull Salzburg | 0–0      | 2–2      |
| BATE Bariszav  | 2–6                          | PSV Eindhoven     | 2–3      | 0–3      |
| Young Boys     | 3–2                          | Dinamo Zagreb     | 1–1      | 2–1      |
| MOL Vidi       | 2–3                          | AÉK               | 1–2      | 1–1      |
| Nem bajnoki ág |                              |                   |          |          |
| Benfica        | 5–1                          | PAÓK              | 1–1      | 4–1      |
| Ajax           | 3–1                          | Dinamo Kijiv      | 3–1      | 0–0      |

## Csoportkör
A csoportkörben az alábbi 32 csapat vett részt:
- 26 csapat ebben a körben lépett be,
- 6 győztes csapat a UEFA-bajnokok ligája rájátszásából (4 a bajnoki ágról, 2 a nem bajnoki ágról).

A sorsolás előtt a csapatokat 4 kalapba sorolták be, a következők szerint:
- Az 1. kalapba került a UEFA-bajnokok ligája címvédője, az Európa-liga címvédője és a 2017-es ország-együttható szerinti első hat ország bajnokcsapata.[11]
- A 2., 3. és 4. kalapba került a többi csapat, a 2018-as klub-együtthatóik sorrendjében.[24]

A csoportkör sorsolását 2018. augusztus 30-án tartották Monacóban. Nyolc darab, egyaránt négycsapatos csoportot alakítottak ki. Azonos országból érkező csapatok, valamint az orosz és ukrán csapatok nem kerülhettek azonos csoportba.
A csoportokban a csapatok körmérkőzéses, oda-visszavágós rendszerben mérkőztek meg egymással. A játéknapok: szeptember 18–19., október 2–3., október 23–24., november 6–7., november 27–28., december 11–12. A csoportok első két helyezettje az egyenes kieséses szakaszba jutott, a harmadik helyezettek a 2018–2019-es Európa-liga egyenes kieséses szakaszában folytatták, míg az utolsó helyezettek kiestek.
| 1. kalap - Real MadridBL (162,000) - Atlético de MadridEL (140,000) - Bayern München (135,000) - FC Barcelona (132,000) - Juventus (126,000) - Paris Saint-Germain (109,000) - Manchester City (100,000) - Lokomotyiv Moszkva (22,500) 2. kalap - Borussia Dortmund (89,000) - FC Porto (86,000) - Manchester United (82,000) - Sahtar Doneck (81,000) - Benfica (80,000) - SSC Napoli (78,000) - Tottenham Hotspur (67,000) - AS Roma (64,000) | 3. kalap - Liverpool (62,000) - Schalke 04 (62,000) - Olympique Lyonnais (59,500) - AS Monaco (57,000) - Ajax (53,500) - CSZKA Moszkva (45,000) - PSV Eindhoven (36,000) - Valencia CF (36,000) 4. kalap - Viktoria Plzeň (33,000) - Club Brugge (29,500) - Galatasaray (29,500) - Young Boys (20,500) - Internazionale (16,000) - TSG 1899 Hoffenheim (14,285) - Crvena zvezda (10,750) - AÉK (10,000) |

### A csoport
| Hely. | Csapat             | M | Gy | D | V | G+ | G– | Gk  | P  | Továbbjutás                                |  | DOR | ATM | BRU | MON |
| ----- | ------------------ | - | -- | - | - | -- | -- | --- | -- | ------------------------------------------ |  | --- | --- | --- | --- |
| 1.    | Borussia Dortmund  | 6 | 4  | 1 | 1 | 10 | 2  | +8  | 13 | Továbbjutott az egyenes kieséses szakaszba |  | —   | 4–0 | 0–0 | 3–0 |
| 2.    | Atlético de Madrid | 6 | 4  | 1 | 1 | 9  | 6  | +3  | 13 | Továbbjutott az egyenes kieséses szakaszba |  | 2–0 | —   | 3–1 | 2–0 |
| 3.    | Club Brugge        | 6 | 1  | 3 | 2 | 6  | 5  | +1  | 6  | Átkerült az Európa-ligába                  |  | 0–1 | 0–0 | —   | 1–1 |
| 4.    | AS Monaco          | 6 | 0  | 1 | 5 | 2  | 14 | −12 | 1  |                                            |  | 0–2 | 1–2 | 0–4 | —   |

1. 1 2  Egymás elleni gólkülönbség: Borussia Dortmund +2, Atletico de Madrid –2.

### B csoport
| Hely. | Csapat            | M | Gy | D | V | G+ | G– | Gk | P  | Továbbjutás                                |  | BAR | TOT | INT | PSV |
| ----- | ----------------- | - | -- | - | - | -- | -- | -- | -- | ------------------------------------------ |  | --- | --- | --- | --- |
| 1.    | FC Barcelona      | 6 | 4  | 2 | 0 | 14 | 5  | +9 | 14 | Továbbjutott az egyenes kieséses szakaszba |  | —   | 1–1 | 2–0 | 4–0 |
| 2.    | Tottenham Hotspur | 6 | 2  | 2 | 2 | 9  | 10 | −1 | 8  | Továbbjutott az egyenes kieséses szakaszba |  | 2–4 | —   | 1–0 | 2–1 |
| 3.    | Internazionale    | 6 | 2  | 2 | 2 | 6  | 7  | −1 | 8  | Átkerült az Európa-ligába                  |  | 1–1 | 2–1 | —   | 1–1 |
| 4.    | PSV Eindhoven     | 6 | 0  | 2 | 4 | 6  | 13 | −7 | 2  |                                            |  | 1–2 | 2–2 | 1–2 | —   |

1. 1 2  Egymás elleni idegenben szerzett gólok: Tottenham Hotspur 1, Internazionale 0.

### C csoport
| Hely. | Csapat              | M | Gy | D | V | G+ | G– | Gk  | P  | Továbbjutás                                |  | PAR | LIV | NAP | ZVE |
| ----- | ------------------- | - | -- | - | - | -- | -- | --- | -- | ------------------------------------------ |  | --- | --- | --- | --- |
| 1.    | Paris Saint-Germain | 6 | 3  | 2 | 1 | 17 | 9  | +8  | 11 | Továbbjutott az egyenes kieséses szakaszba |  | —   | 2–1 | 2–2 | 6–1 |
| 2.    | Liverpool FC        | 6 | 3  | 0 | 3 | 9  | 7  | +2  | 9  | Továbbjutott az egyenes kieséses szakaszba |  | 3–2 | —   | 1–0 | 4–0 |
| 3.    | SSC Napoli          | 6 | 2  | 3 | 1 | 7  | 5  | +2  | 9  | Átkerült az Európa-ligába                  |  | 1–1 | 1–0 | —   | 3–1 |
| 4.    | Crvena zvezda       | 6 | 1  | 1 | 4 | 5  | 17 | −12 | 4  |                                            |  | 1–3 | 2–0 | 0–0 | —   |

1. 1 2  Szerzett gólok száma: Liverpool FC 9, SSC Napoli 7.

### D csoport
| Hely. | Csapat             | M | Gy | D | V | G+ | G– | Gk | P  | Továbbjutás                                |  | POR | SCH | GAL | LOM |
| ----- | ------------------ | - | -- | - | - | -- | -- | -- | -- | ------------------------------------------ |  | --- | --- | --- | --- |
| 1.    | FC Porto           | 6 | 5  | 1 | 0 | 15 | 6  | +9 | 16 | Továbbjutott az egyenes kieséses szakaszba |  | —   | 3–1 | 1–0 | 4–1 |
| 2.    | Schalke 04         | 6 | 3  | 2 | 1 | 6  | 4  | +2 | 11 | Továbbjutott az egyenes kieséses szakaszba |  | 1–1 | —   | 2–0 | 1–0 |
| 3.    | Galatasaray        | 6 | 1  | 1 | 4 | 5  | 8  | −3 | 4  | Átkerült az Európa-ligába                  |  | 2–3 | 0–0 | —   | 3–0 |
| 4.    | Lokomotyiv Moszkva | 6 | 1  | 0 | 5 | 4  | 12 | −8 | 3  |                                            |  | 1–3 | 0–1 | 2–0 | —   |

### E csoport
| Hely. | Csapat         | M | Gy | D | V | G+ | G– | Gk  | P  | Továbbjutás                                |  | BAY | AJX | BEN | AEK |
| ----- | -------------- | - | -- | - | - | -- | -- | --- | -- | ------------------------------------------ |  | --- | --- | --- | --- |
| 1.    | Bayern München | 6 | 4  | 2 | 0 | 15 | 5  | +10 | 14 | Továbbjutott az egyenes kieséses szakaszba |  | —   | 1–1 | 5–1 | 2–0 |
| 2.    | Ajax           | 6 | 3  | 3 | 0 | 11 | 5  | +6  | 12 | Továbbjutott az egyenes kieséses szakaszba |  | 3–3 | —   | 1–0 | 3–0 |
| 3.    | Benfica        | 6 | 2  | 1 | 3 | 6  | 11 | −5  | 7  | Átkerült az Európa-ligába                  |  | 0–2 | 1–1 | —   | 1–0 |
| 4.    | AÉK            | 6 | 0  | 0 | 6 | 2  | 13 | −11 | 0  |                                            |  | 0–2 | 0–2 | 2–3 | —   |

### F csoport
| Hely. | Csapat              | M | Gy | D | V | G+ | G– | Gk  | P  | Továbbjutás                                |  | MC  | LYO | SHK | HOF |
| ----- | ------------------- | - | -- | - | - | -- | -- | --- | -- | ------------------------------------------ |  | --- | --- | --- | --- |
| 1.    | Manchester City     | 6 | 4  | 1 | 1 | 16 | 6  | +10 | 13 | Továbbjutott az egyenes kieséses szakaszba |  | —   | 1–2 | 6–0 | 2–1 |
| 2.    | Olympique Lyonnais  | 6 | 1  | 5 | 0 | 12 | 11 | +1  | 8  | Továbbjutott az egyenes kieséses szakaszba |  | 2–2 | —   | 2–2 | 2–2 |
| 3.    | Sahtar Doneck       | 6 | 1  | 3 | 2 | 8  | 16 | −8  | 6  | Átkerült az Európa-ligába                  |  | 0–3 | 1–1 | —   | 2–2 |
| 4.    | TSG 1899 Hoffenheim | 6 | 0  | 3 | 3 | 11 | 14 | −3  | 3  |                                            |  | 1–2 | 3–3 | 2–3 | —   |

### G csoport
| Hely. | Csapat         | M | Gy | D | V | G+ | G– | Gk | P  | Továbbjutás                                |  | RM  | ROM | PLZ | CSKA |
| ----- | -------------- | - | -- | - | - | -- | -- | -- | -- | ------------------------------------------ |  | --- | --- | --- | ---- |
| 1.    | Real Madrid    | 6 | 4  | 0 | 2 | 12 | 5  | +7 | 12 | Továbbjutott az egyenes kieséses szakaszba |  | —   | 3–0 | 2–1 | 0–3  |
| 2.    | AS Roma        | 6 | 3  | 0 | 3 | 11 | 8  | +3 | 9  | Továbbjutott az egyenes kieséses szakaszba |  | 0–2 | —   | 5–0 | 3–0  |
| 3.    | Viktoria Plzeň | 6 | 2  | 1 | 3 | 7  | 16 | −9 | 7  | Átkerült az Európa-ligába                  |  | 0–5 | 2–1 | —   | 2–2  |
| 4.    | CSZKA Moszkva  | 6 | 2  | 1 | 3 | 8  | 9  | −1 | 7  |                                            |  | 1–0 | 1–2 | 1–2 | —    |

1. 1 2  Egymás elleni pontok: Viktoria Plzeň 4, CSZKA Moszkva 1.

### H csoport
| Hely. | Csapat            | M | Gy | D | V | G+ | G– | Gk | P  | Továbbjutás                                |  | JUV | MU  | VAL | YB  |
| ----- | ----------------- | - | -- | - | - | -- | -- | -- | -- | ------------------------------------------ |  | --- | --- | --- | --- |
| 1.    | Juventus          | 6 | 4  | 0 | 2 | 9  | 4  | +5 | 12 | Továbbjutott az egyenes kieséses szakaszba |  | —   | 1–2 | 1–0 | 3–0 |
| 2.    | Manchester United | 6 | 3  | 1 | 2 | 7  | 4  | +3 | 10 | Továbbjutott az egyenes kieséses szakaszba |  | 0–1 | —   | 0–0 | 1–0 |
| 3.    | Valencia CF       | 6 | 2  | 2 | 2 | 6  | 6  | 0  | 8  | Átkerült az Európa-ligába                  |  | 0–2 | 2–1 | —   | 3–1 |
| 4.    | Young Boys        | 6 | 1  | 1 | 4 | 4  | 12 | −8 | 4  |                                            |  | 2–1 | 0–3 | 1–1 | —   |

## Egyenes kieséses szakasz
Az egyenes kieséses szakaszban az a 16 csapat vett részt, amelyek a csoportkör során a saját csoportjuk első két helyének valamelyikén végeztek. A nyolcaddöntők sorsolásakor minden párosításnál egy csoportgyőztest (kiemeltek) egy másik csoport második helyezettjével (nem kiemeltek) párosítottak. A nyolcaddöntőben azonos nemzetű együttesek, illetve az azonos csoportból továbbjutó csapatok nem szerepelhettek egymás ellen. A negyeddöntőktől kezdődően nem volt kiemelés és más korlátozás sem.

### Nyolcaddöntők
A nyolcaddöntők sorsolását 2018. december 17-én tartották. Az első mérkőzéseket 2019. február 12. és 20. között, a második mérkőzéseket március 5. és 13. között játsszák.
| 1. csapat          | Össz.Tooltip Aggregate score | 2. csapat           | 1. mérk. | 2. mérk.   |
| ------------------ | ---------------------------- | ------------------- | -------- | ---------- |
| Schalke 04         | 2–10                         | Manchester City     | 2–3      | 0–7        |
| Atlético de Madrid | 2–3                          | Juventus            | 2–0      | 0–3        |
| Manchester United  | 3–3 (i.g.)                   | Paris Saint-Germain | 0–2      | 3–1        |
| Tottenham Hotspur  | 4–0                          | Borussia Dortmund   | 3–0      | 1–0        |
| Olympique Lyonnais | 1–5                          | FC Barcelona        | 0–0      | 1–5        |
| AS Roma            | 3–4                          | FC Porto            | 2–1      | 1–3 (h.u.) |
| Ajax               | 5–3                          | Real Madrid         | 1–2      | 4–1        |
| Liverpool FC       | 3–1                          | Bayern München      | 0–0      | 3–1        |

### Negyeddöntők
A negyeddöntők sorsolását 2019. március 15-én tartották. Az első mérkőzéseket 2019. április 9-én és 10-én, a második mérkőzéseket április 16-án és 17-én játszották.
| 1. csapat         | Össz.Tooltip Aggregate score | 2. csapat       | 1. mérk. | 2. mérk. |
| ----------------- | ---------------------------- | --------------- | -------- | -------- |
| Ajax              | 3–2                          | Juventus        | 1–1      | 2–1      |
| Liverpool FC      | 6–1                          | FC Porto        | 2–0      | 4–1      |
| Tottenham Hotspur | 4–4 (i.g.)                   | Manchester City | 1–0      | 3–4      |
| Manchester United | 0–4                          | FC Barcelona    | 0–1      | 0–3      |

1. ↑  A sorsoláshoz képest a pályaválasztói jogot felcserélték.

### Elődöntők
Az elődöntők sorsolását 2019. március 15-én tartották, a negyeddöntők sorsolását követően. Az első mérkőzéseket 2019. április 30-án és május 1-jén, a második mérkőzéseket május 7-én és 8-án játszották.
| 1. csapat         | Össz.Tooltip Aggregate score | 2. csapat    | 1. mérk. | 2. mérk. |
| ----------------- | ---------------------------- | ------------ | -------- | -------- |
| Tottenham Hotspur | 3–3 (i.g.)                   | Ajax         | 0–1      | 3–2      |
| FC Barcelona      | 3–4                          | Liverpool FC | 3–0      | 0–4      |

### Döntő
A döntőt az Wanda Metropolitano Stadionban játszották Madridban. A döntő pályaválasztójának sorsolását 2019. március 15-én tartották, az elődöntők sorsolását követően.
| 2019. június 1. 21:00 |

| Tottenham Hotspur | 0–2               | Liverpool FC                   |
| ----------------- | ----------------- | ------------------------------ |
|                   | (0–1) Jegyzőkönyv | Szaláh 2' (11-esből) Origi 87' |

| Wanda Metropolitano Stadion, Madrid Nézőszám: 63 272 Játékvezető: Damir Skomina (szlovén) |

## Közvetítés
Magyarországon kizárólag az M4 Sport és a Spíler1 TV és a Spíler2 TV közvetítette. A csoportmérkőzéseket mind a 3 csatorna, míg az egyenes kieséses szakaszt az M4 Sport és a Spíler 2 TV sugározta.

## Statisztika

### Góllövőlista
| # | Játékos            | Csapat              | Gólok száma | Pályán töltött perc |
| - | ------------------ | ------------------- | ----------- | ------------------- |
| 1 | Lionel Messi       | Barcelona           | 12          | 837                 |
| 2 | Robert Lewandowski | Bayern München      | 8           | 714                 |
| 3 | Sergio Agüero      | Manchester City     | 6           | 510                 |
| 3 | Cristiano Ronaldo  | Juventus            | 6           | 749                 |
| 3 | Moussa Marega      | Porto               | 6           | 840                 |
| 3 | Dušan Tadić        | Ajax                | 6           | 1080                |
| 7 | Andrej Kramarić    | Hoffenheim          | 5           | 481                 |
| 7 | Paulo Dybala       | Juventus            | 5           | 518                 |
| 7 | Neymar             | Paris Saint-Germain | 5           | 532                 |
| 7 | Edin Džeko         | AS Roma             | 5           | 570                 |
| 7 | Lucas Moura        | Tottenham Hotspur   | 5           | 725                 |
| 7 | Harry Kane         | Tottenham Hotspur   | 5           | 778                 |
| 7 | Raheem Sterling    | Manchester City     | 5           | 871                 |
| 7 | Mohamed Szaláh     | Liverpool           | 5           | 1058                |

Forrás:

### Legtöbb gólpassz
| # | Játékos                | Csapat              | Gólpasszok száma | Pályán töltött perc |
| - | ---------------------- | ------------------- | ---------------- | ------------------- |
| 1 | Leroy Sané             | Manchester City     | 5                | 395                 |
| 1 | Luis Suárez            | Barcelona           | 5                | 900                 |
| 1 | Jordi Alba             | Barcelona           | 5                | 990                 |
| 1 | Dušan Tadić            | Ajax                | 5                | 1080                |
| 5 | Kevin De Bruyne        | Manchester City     | 4                | 247                 |
| 5 | Rijad Mahrez           | Manchester City     | 4                | 388                 |
| 5 | Carlos Soler           | Valencia            | 4                | 390                 |
| 5 | Edin Džeko             | AS Roma             | 4                | 570                 |
| 5 | Kylian Mbappé          | Paris Saint-Germain | 4                | 701                 |
| 5 | Trent Alexander-Arnold | Liverpool           | 4                | 921                 |

Forrás: